# ICP-81
ICP-81 – imitator celu powietrznego.

## Opis techniczny imitatora celu powietrznego

### Przeznaczenie
Imitator celu powietrznego ICP-81, wystrzeliwany ze 122 mm haubicy wz. 1938 jest przeznaczony do pozorowania celów powietrznych podczas strzelań szkolnych, treningowych, zaliczeniowych i bojowych z zestawów rakietowych bliskiego zasięgu i armat przeciwlotniczych małego kalibru.
W zależności od wykonywanego zadania wykorzystuje się go do pozoracji celu powietrznego rzeczywistego: zbliżającego się, nurkującego oraz oddalającego się (stosującego zakłócenia termiczne).

### Dane taktyczno-techniczne
- kaliber – 122 mm
- masa pocisku – ok. 21,52 kg
- prędkość początkowa na ładunku nr 5 – 269 m/s
- prędkość początkowa na ładunku nr 6 – 248 m/s
- czas palenia się smugaczy w zespole smugaczy przednich i tylnych – co najmniej 25 s
- liczba pułapek termicznych – 1 (w pocisku wersji „O”)
- czas wylotu z pułapki – od 6 do 7,5 s od chwili strzału
- czas palenia się pułapki – od 2,5 do 4 s

### Skład i ogólna budowa
Imitatorem celu powietrznego jest 122 mm nabój haubiczny, który składa się z następujących zespołów:
- pocisku specjalnego;
- ładunku miotającego nr 5 lub 6 w łusce.

W zależności od rodzaju pocisku specjalnego kompletuje się następujące typy imitatorów:
- ICP-81Z – jako cel zbliżający się;
- ICP-81N – jako cel nurkujący;
- ICP-81O – jako cel oddalający się, stosujący zakłócenia termiczne.

Do wykonania pocisku specjalnego zastosowana jest skorupa granatu odłamkowo-burzącego stalowego OF-462.

Rysunek nr 1
(1) opóźniacz zapłonu ZW-76
(2) czepiec balistyczny
(3) zespół smugaczy przednich
(4) skorupa pocisku

#### Pocisk specjalny imitatora ICP-81Z
Skorupa (patrz rys. 1) ma w części głowicowej gwint M90x3.
Zespół smugaczy przednich jest wkręcony w część przednią skorupy i zabezpieczony wkrętem M5x8.

Rysunek nr 2
(1) podsypka prochowa głowicowa
(2) przekaźnik prochowy
(3) czepiec balistyczny
(4) zespół smugaczy przednich
(5) skorupa pocisku
(6) zespół przekaźnikowo-sygnalizacyjny

W skład zespołu wchodzą:
- kadłub zespołu smugaczy;
- pirotechniczny opóźniacz zapłonu ZW-7G;
- płytka dociskowa;
- trzydzieści sześć smugaczy nr 12 rozmieszczonych po sześć sztuk w sześciu kanałach kadłuba zespołu smugaczy.

Zespół smugaczy przednich przednich jest osłonięty czepcem balistycznym.

#### Pocisk specjalny imitatora ICP-81N
Skorupa (patrz rys. 2) ma w części głowicowej gwint M90x3, a w części dennej M30x1,5.
Zespół smugaczy przednich jest wkręcony w część przednią skorupy i zabezpieczony wkrętem M5x8.
W skład zespołu wchodzą:
- kadłub zespołu smugaczy;
- podsypka prochowa;
- płytka dociskowa;
- trzydzieści sześć smugaczy nr 12 rozmieszczonych po sześć sztuk w sześciu kanałach kadłuba smugaczy.

Zespół smugaczy przednich osłonięty jest czepcem balistycznym.
Zespół przekaźnikowo-sygnalizacyjny jest wkręcony w część tylną skorupy.

Rysunek nr 3
(1) korek
(2) zespół smugaczy tylnych
(3) wkręt mocujący
(4) pułapka termiczna
(5) skorupa pocisku
(6) podsypka prochowa
(7) kołek ustalający

W skład zespołu wchodzą:
- tulejka;
- trzy smugacze nr 12;
- podsypka prochowa;
- rurka ogniowa.

#### Pocisk specjalny imitatora ICP-81O
Skorupa (patrz rys. 3) ma w części tylnej gwint lewy M80x3 i cztery otwory do kołków Ø8 i dwa gwintowe otwory M5x16, a w części przedniej otwór zaślepiony korkiem.
Pułapka termiczna jest umocowana na kołkach Ø8 i przykręcona wkrętami M5x16 do skorupy.
W skład pułapki wchodzą:
- kadłub;
- wkrętki dociskowe;
- trzynaście smugaczy nr 12 rozmieszczonych po 2 szt. w sześciu kanałach kadłuba oraz jeden smugacz znajdujący się w kanale centralnym;
- smugacz – przekaźnik;
- podsypka prochowa.

Zespół smugaczy tylnych jest wkręcony w część tylną skorupy.
W skład zespołu wchodzą:
- kadłub zespołu smugaczy;
- płytka dociskowa;
- dwadzieścia osiem smugaczy nr 12 rozmieszczonych po 4 szt. w siedmiu kanałach kadłuba zespołu smugaczy.

Rysunek nr 4
zobacz legendę rysunku

#### Ładunek miotający nr 5 w łusce
Ładunek miotający nr 5 jest wykonany z ładunku haubicznego o indeksie Ż-463M (patrz rys. 4).
W skład ładunku wchodzą:
- łuska (rys. nr 4, część nr 7);
- zapłonnik KW-4 (rys. nr 4, część nr 6);
- odmiedzacz (rys. nr 4, część nr 3);
- ładunek zasadniczy (rys. nr 4, część nr 5);
- trzy ładunki dolne (rys. nr 4, część nr 4);
- pokrywa normalna (przybitka) (rys. nr 4, część nr 2);
- pokrywa wzmocniona (rys. nr 4, część nr 1).

Rysunek nr 5
zobacz legendę rysunku

### Opakowanie imitatorów
Opakowanie stanowi drewniana skrzynia, w której umieszczone są dwa komplety tego samego typu imitatorów wraz z łuskami i ładunkiem miotającym. Skrzynia jest typowa, jak do amunicji haubicy wz. 38.
Wymiary skrzyni:
- długość – 745 mm;
- szerokość – 485 mm;
- wysokość – 220 mm.

Masa kompletu – ok. 65 kg.

### Zasada działania

#### Zasada działania pocisku specjalnego imitatora ICP-81Z
W wyniku strzału mechanizm bezwładnościowy opóźniacza zapłonu ZW-7G powoduje zapalenie masy opóźniającej opóźniacza, która po upływie 0,1 s (po wylocie pocisku z lufy) zapala ładunek prochowy opóźniacza.
Pod wpływem wysokiego ciśnienia gazów prochowych, powstałych wskutek spalania się ładunku prochowego opóźniacza, następuje zapalenie smugaczy i zerwanie czepca balistycznego. Smugacze palą się na torze lotu przez około 25 s.

#### Zasada działania pocisku specjalnego imitatora ICP-81N
Pod wpływem wysokiej temperatury gazów prochowych ładunku miotającego zapala się pierwszy smugacz zespołu przekaźnikowo-sygnalizacyjnego. Po spaleniu się smugaczy zespołu przekaźnikowo-sygnalizacyjnego (ok. 15 s) zapala się podsypka prochowa tego zespołu; jej płomień przez rurkę ogniową zapala podsypkę prochową znajdującą się nad smugaczami w zespole smugaczy przednich. Pod wpływem wysokiego ciśnienia powstałego z palącej się podsypki prochowej następuje zapalenie smugaczy i zerwanie czepca balistycznego. Czas palenia się smugaczy na torze lotu wynosi około 25 s.

#### Zasada działania pocisku specjalnego imitatora ICP-81O
W czasie strzału zapalają się pod wpływem wysokiej temperatury pierwsze smugacze w części kanałach pułapki termicznej i smugacza-przekaźnik w kanale centralnym (środkowym). Na torze lotu, po upływie od 6 do 7,5 s, smugacz-przekaźnik zapala podsypkę prochową umieszczoną między pułapką termiczną a zespołem smugaczy tylnych. Powstałe wysokie ciśnienie gazów z palącej się podsypki prochowej powoduje zapalenie się smugaczy i zerwanie śrub umocowujących pułapkę termiczną. Po odrzuceniu pułapki termicznej umieszczone w niej smugacze palą się jeszcze przez około od 2,5 do 4 s, natomiast w lecącym pocisku smugacze palą się przez około 20 s.
Oddalająca się od pocisku pułapka termiczna, jako źródło promieniowania cieplnego, stanowi istotny element zakłócający pracę głowicy samonaprowadzającej rakiety.

## Użytkowanie imitatorów
Imitator celu powietrznego ICP-81 mimo wprowadzonych zmian konstrukcyjnych w stosunku do etatowego pocisku haubicznego jest nadal nabojem artyleryjskim. Dlatego należy go użytkować zgodnie z zasadami użytkowania amunicji artyleryjskiej. Poniżej przedstawiono dodatkowe informacje dotyczące użytkowania poszczególnych typów ICP-81.

### Postanowienia ogólne
ICP-81 stosuje się w ośrodkach szkolenia i wystrzeliwuje ze specjalnie przygotowanych stanowisk, z których prowadzi się strzelanie z przeciwlotniczych zestawów rakietowych bliskiego zasięgu i armat małego kalibru. Można go również stosować do strzelań na doraźnie przygotowanych stanowiskach w ośrodkach (rejonach), których obszar umożliwia wyznaczenie wycinka strzelania odpowiadającego wymaganiom wykonywanych zadań według programów strzelań.
Strzelanie z zastosowaniem imitatorów ze 122 mm haubicy wz. 1938 prowadzi etatowa obsługa ośrodka szkolenia lub uprzednio przeszkolona obsługa dział bojowych. Do strzelań można dopuścić tylko obsługi dokładnie zapoznane z instrukcją dotyczącą obsługiwania i użytkowania 122 mm haubicy wz. 38, instrukcją dotyczącą opisu i użytkowania imitatora celu powietrznego ICP-81 oraz zaznajomionych z tabelami strzelniczymi imitatorów celów powietrznych.

### Wymagania dotyczące stanowisk do wystrzeliwania imitatorów
W wycinku strzelania przeciwlotniczych zestawów rakietowych i armat małego kalibru do wykonywania zadań według programów strzelań jest wyznaczone miejsce na stanowisko do wystrzeliwania imitatorów celów powietrznych.
W skład tego stanowiska wchodzą:
- oznakowane stanowisko ogniowe haubicy;
- punkt składowania i przygotowania imitatorów;
- ukrycie dla obsługi haubicy, środków ciągu i transportu;
- punkt łączności radiowej i kablowej ze stanowiskiem kierowania strzelaniem.

Stanowisko ma wyznaczony sektor strzelania o kącie 60°, którego lewa i prawa granica oraz kierunek strzelania są oznakowane.

### Przygotowanie imitatorów celów powietrznych do strzelania
Do punktu składowania i przygotowania imitatorów na stanowisku do wystrzeliwania imitatorów dostarcza się gotowe naboje, skompletowane z ładunkiem nr 5 lub 6 w opakowaniach magazynowych. Opakowania z imitatorami należy wyładowywać (załadowywać) z (na) środek transportowego z zachowaniem szczególnych środków ostrożności.
Dostarczone imitatory podlegają przeglądowi mającemu na celu ocenę ich przydatności do strzelania. Po otwarciu opakowań należy je ostrożnie wyjąć, dokładnie wytrzeć czystymi szmatami, a następnie ułożyć na opakowaniach lub specjalnie do tego przygotowanych podstawkach.
W czasie przeglądu należy sprawdzić:
- czy nie ma pęknięć na skorupie pocisku lub zespołu smugaczy przednich i pułapce termicznej;
- pewność dokręcenia zespołu smugaczy przednich i pułapki termicznej;
- pułapkę termiczną imitatora ICP-81O (powinna być w ściśle ustalonym przez wkręty położeniu – nie dokręcone wkręty M5x16 należy dokręcić wkrętakiem).

Imitatorów z pęknięciami lub z nie dokręconymi zespołami smugaczy przednich albo pułapką termiczną nie wolno używać do strzelań.
Niedopuszczalne jest jakiekolwiek rozkładanie pocisków. Ze względu na dużą ilość smugaczy i podsypek prochowych pocisk specjalny ICP-81 jest łatwopalny. W przypadku zapalenia się jego smugacze wypalają się w ciągu około 30 s, tworząc duży płomień o temperaturze około 1800 °C, przy czym czepiec balistyczny lub pułapka termiczna jest odrzucany z dużą prędkością.
Po przygotowaniu haubicy i imitatorów do strzelania dowódca działa melduje o gotowości do strzelania kierownikowi strzelania (prowadzącemu strzelanie). Kierownik strzelania przekazuje dowódcy działa kierunek strzelania i kąt celownika oraz rodzaj imitatora i ładunku.
Po wprowadzeniu nakazanych nastaw do strzelania kategorycznie zabrania się ich zmiany bez zgody kierownika strzelania. Haubicę ładuje i odpala obsługa na komendę przekazaną ze stanowiska ogniowego przez kierownika strzelania.

### Przygotowanie ładunku miotającego do strzelania
Do strzelania ze 122 mm haubicy wz. 1938 stosuje się ładunek pełny zmienny (znak Ż-463M).
Ładunek pełny zmienny mieści się w łusce i składa się z woreczka zasadniczego, czterech jednakowych woreczków górnych o masie 325 g każdy i czterech woreczków dolnych również o jednakowej masie – po 115 g.
Aby otrzymać ładunek piąty, należy wyjąć z łuski pokrywę wzmocnioną i normalną, odmiedzacz oraz cztery woreczki górne i jeden dolny, po czym włożyć do łuski odmiedzacz i pokrywę normalną.
Aby otrzymać ładunek szósty, należy wyjąć z łuski pokrywę wzmocnioną i normalną, odmiedzacz oraz cztery woreczki górne i dwa dolne, po czym włożyć do łuski odmiedzacz i pokrywę normalną.
Aby otrzymać ładunek szósty, mając do dyspozycji ładunek piąty, należy wyjąć z łuski pokrywę wzmocnioną i normalną, odmiedzacz i jeden woreczek dolny, po czym włożyć do łuski odmiedzacz i pokrywę normalną.

### Wskazówki dotyczące bhp
W czasie przygotowania i prowadzenia strzelań należy przestrzegać zasad bezpieczeństwa danego ośrodka szkolenia poligonowego, a ponadto:
- prowadzić strzelanie z ukrycia znajdującego się w odległości 30–50 m za haubicą;
- obsługa haubicy powinna mieć stałą łączność telefoniczną lub radiową z kierownikiem strzelania;
- strzelanie przerywa się natychmiast w przypadku:
  - pojawienia się samolotów, śmigłowców itp. w sektorze strzelania;
  - upadku imitatora w niebezpiecznej bliskości wojsk i poza granicami sektora strzelania;
  - rozerwaniu się pocisku;
  - pojawienia się ludzi i pojazdów w sektorze strzelania;
  - powstania pożaru;
  - utraty łączności ze stanowiskiem ogniowym.

### Zasady przechowywania
Podczas przechowywania należy przestrzegać zasad podanych w Przepisach o gospodarce mieniem służby uzbrojenia i elektroniki w bazach i składnicach.
Imitatory należy przechowywać w drewnianych opakowaniach w osłoniętych, suchych i przewiewnych pomieszczeniach.
Okres używalności pocisków wynosi 3 lata od daty produkcji.
Pomieszczenie do przechowywania ICP-81 powinno być wyposażone w sprzęt przeciwpożarowy. W pomieszczeniach zabrania się rzucania, ciągnięcia i przewracania na boki skrzyń, w których znajdują się imitatory, wykonywania remontów i spawania oraz przechowywania materiałów łatwopalnych.

### Przewożenie
ICP-81 można przewozić wszystkimi środkami transportu bez ograniczenia odległości, przestrzegając zasad obowiązujących podczas przewożenia ładunków niebezpiecznych oraz stosownych przepisów wojskowych (np. Przepisów o przewozach wojskowych ładunków niebezpiecznych).

## Tabele strzelnicze
Tabele strzelnicze do strzelania imitatorami celu powietrznego ICP-81 (ładunek nr 5, prędkość początkowa 269 m/s):
| Kąt celownika | Kąt celownika | Kąt celownika | Donośność | Wierzchołkowa | Czas lotu |
| C             | c             | c             | D         | Y             | t         |
| tys.          | st.           | min.          | m         | m             | s         |
| 333           | 20            | 00            | 4200      | 410           | 18        |
| 417           | 25            | 00            | 5000      | 610           | 23        |
| 500           | 30            | 00            | 5500      | 855           | 26        |
| 583           | 35            | 00            | 5900      | 1090          | 30        |
| 667           | 40            | 00            | 6100      | 1360          | 34        |
| 750           | 45            | 00            | 6100      | 1600          | 37        |
| 833           | 50            | 00            | 6000      | 1950          | 40        |
| 917           | 55            | 00            | 5700      | 2200          | 43        |
| 1000          | 60            | 00            | 5200      | 2470          | 45        |
| 1083          | 65            | 00            | 4600      | 2675          | 47        |

Prędkość pocisku ICP-81 na torze lotu (ładunek nr 5, prędkość początkowa 269 m/s, kąt 30°):
| Kąt podniesienia 30° |          |
| czas                 | prędkość |
| s                    | m/s      |
| 0                    | 269      |
| 5                    | 236      |
| 10                   | 215      |
| 15                   | 206      |
| 20                   | 208      |
| 25                   | 221      |
| 26                   | 225      |

Prędkość pocisku ICP-81 na torze lotu (ładunek nr 5, prędkość początkowa 269 m/s, kąt 65°):
| Kąt podniesienia 65° |          |
| czas                 | prędkość |
| s                    | m/s      |
| 0                    | 269      |
| 5                    | 215      |
| 10                   | 168      |
| 15                   | 130      |
| 20                   | 105      |
| 25                   | 101      |
| 30                   | 119      |
| 35                   | 150      |
| 40                   | 185      |
| 45                   | 222      |
| 47                   | 233      |

Tabele strzelnicze do strzelania imitatorami celu powietrznego ICP-81: ładunek nr 6, prędkość początkowa 248 m/s:
| Kąt celownika | Kąt celownika | Kąt celownika | Donośność | Wierzchołkowa | Czas lotu |
| C             | c             | c             | D         | Y             | t         |
| tys.          | st.           | min.          | m         | m             | s         |
| 333           | 20            | 00            | 3700      | 350           | 17        |
| 417           | 25            | 00            | 4300      | 535           | 21        |
| 500           | 30            | 00            | 4800      | 740           | 25        |
| 583           | 35            | 00            | 5100      | 1000          | 28        |
| 667           | 40            | 00            | 5300      | 1150          | 31        |
| 750           | 45            | 00            | 5300      | 1430          | 35        |
| 833           | 50            | 00            | 5200      | 1670          | 37        |
| 917           | 55            | 00            | 5000      | 1895          | 39        |
| 1000          | 60            | 00            | 4600      | 2115          | 42        |
| 1083          | 65            | 00            | 4000      | 2310          | 43        |

Prędkość pocisku ICP-81 na torze lotu (ładunek nr 6, prędkość początkowa 248 m/s, kąt 30°):
| Kąt podniesienia 30° |          |
| czas                 | prędkość |
| s                    | m/s      |
| 0                    | 248      |
| 5                    | 217      |
| 10                   | 199      |
| 15                   | 193      |
| 20                   | 199      |
| 25                   | 213      |

Prędkość pocisku ICP-81 na torze lotu (ładunek nr 6, prędkość początkowa 248 m/s, kąt 65°):
| Kąt podniesienia 65° |          |
| czas                 | prędkość |
| s                    | m/s      |
| 0                    | 248      |
| 5                    | 195      |
| 10                   | 150      |
| 15                   | 114      |
| 20                   | 95       |
| 25                   | 98       |
| 30                   | 123      |
| 35                   | 157      |
| 40                   | 194      |
| 43                   | 219      |